# Bachia alleni
Bachia alleni är en ödleart som beskrevs av Barbour 1914. Bachia alleni ingår i släktet Bachia och familjen Gymnophthalmidae. Inga underarter finns listade.
Arten förekommer på Grenada samt på Tobago i södra Västindien. Honor lägger ägg.